# Andreas Deja

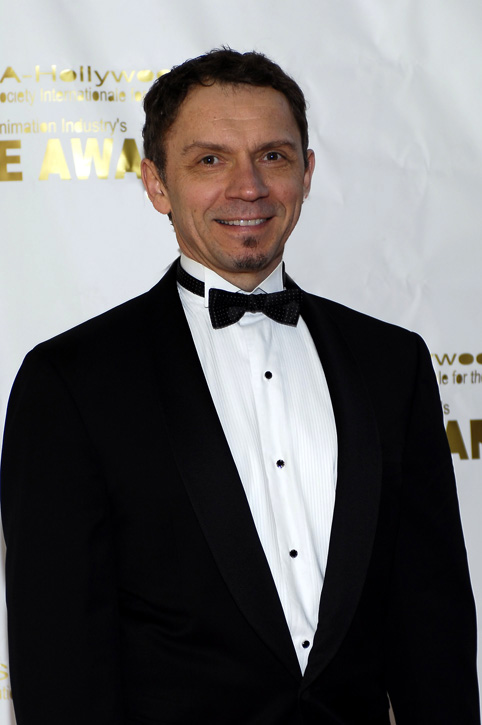
Andreas Deja

Andreas Deja (Gdańsk, 1957) é um animador polaco-alemão dos estúdios de Walt Disney. 

## Carreira
Mudou-se em 1958 para Dinslaken, Alemanha. Estudou design gráfico na Folkwang-Schule em Essen, Alemanha.
Começou a trabalhar nos estúdios Disney em 1980. O primeiro filme em que trabalhou foi  O Caldeirão Mágico, período em que dividiu um cubículo com o agora renomado diretor Tim Burton.
Deja é mais conhecido como supervisor de animação de vários vilões da Disney, como Gaston, de A Bela e a Fera (1991), Jaffar de Aladim (1992), e Scar de O Rei Leão (1994). 
Também animou Roger Rabbit no filme Uma Cilada para Roger Rabbit (1988), o rei Tritão A Pequena Sereia (1989), Hércules do filme Hércules (1997), e Lilo de Lilo & Stitch (2002). Também animou a malvada Rainha Narissa da comédia romântica parcialmente animada Encantada, (2007).
Em 2007 Deja ganhou o Winsor McCay Award, prêmio anual da indústria de animação.
Ele é também o profissional especialista, dentro do estúdio Disney, no personagem Mickey Mouse.
É chamado de um dos Nove Jovens da Disney, em oposição aos Nove Anciões, animadores que ajudaram a construir o estilo Disney.

## Animações creditadas
- Designer de personagem - O Caldeirão Mágico (1985)
- Animador de personagem - O Ratinho Detetive (1986)
- Roger Rabbit - Uma Cilada para Roger Rabbit (1988)
- Animador de personagem - Oliver e sua turma (1988)
- Rei Tritão - A Pequena Sereia (1989)
- Supervisor de animação - O Príncipe e o Mendigo (1990)
- Gaston - A Bela e a Fera (1991)
- Jafar - Aladdin (1992)
- Scar - O Rei Leão (1994)
- Supervisor de animação - Runaway Brain (1995)
- Hércules - Hércules (1997)
- Animador - episódio "Rhapsody in Blue" e do personagem Mickey Mouse - Fantasia 2000 (1999)
- Lilo - Lilo & Stitch (2002)
- Slim e Junior - A Vaca foi pro Brejo (2004)
- Consultor de animação - Mickey's Twice upon a Christmas (2004)
- Consultor de animação - Bambi 2 (2006)
- Rainha Narissa - Encantada (2007)
- Animador - How to Hook Up Your Home Theater (2007)